# Ngữ tộc German
Ngữ tộc German (phiên âm tiếng Việt: ngữ tộc Giéc-man) là một nhánh của ngữ hệ Ấn-Âu, là các ngôn ngữ mẹ đẻ của hơn 500 triệu người chủ yếu ở Bắc Mỹ, châu Đại Dương, Nam Phi, và Trung, Tây và Bắc Âu. Đây là nhóm ngôn ngữ phổ biến thứ ba trong ngữ hệ Ấn-Âu, sau nhóm gốc Ý và Ấn-Iran.
Chi ngôn ngữ German phía Tây gồm ba ngôn ngữ German phổ biến nhất: tiếng Anh với chừng 360–400 triệu người bản ngữ, tiếng Đức với hơn 100 triệu người nói, và tiếng Hà Lan với 23 triệu người bản ngữ. Những ngôn ngữ German Tây đáng kể khác là Afrikaans, một ngôn ngữ con của tiếng Hà Lan với 7,1 triệu người bản ngữ, tiếng Hạ Đức với chừng 6,7 triệu người bản ngữ (được xem là một tập hợp phương ngữ riêng biệt; 5 triệu người tại Đức và 1,7 triệu người ở Hà Lan), rồi tiếng Yiddish (từng có tới 13 triệu người nói) và tiếng Scots, cả hai đều có 1,5 triệu người bản ngữ.
Những ngôn ngữ German Bắc còn tồn tại là tiếng Na Uy, tiếng Đan Mạch, tiếng Thụy Điển, tiếng Iceland, và tiếng Faroe, tổng cộng có chừng 20 triệu người nói.
Nhánh Chi ngôn ngữ German phía Đông gồm tiếng Goth, tiếng Burgundy, và tiếng Vandal, tất cả đều đã biến mất. Tiếng Goth Krym, dạng ngôn ngữ German Đông biến mất cuối cùng, còn tồn tại đến cuối thế kỷ XVIII ở vài vùng hẻo lánh tại Krym.
SIL Ethnologue liệt kê 48 ngôn ngữ German còn tồn tại, trong đó 41 thuộc nhánh German Tây, và 6 thuộc nhánh German Bắc; họ không đặt tiếng Hunsrik vào nhánh nào (dù các nhà ngôn ngữ học thường xem nó là một phương ngữ tiếng Đức).
Tổ tiên chung của cả ngữ tộc là ngôn ngữ German nguyên thủy còn gọi là ngôn ngữ German chung, từng hiện diện vào thiên niên kỷ 1 TCN tại Scandinavia thời đồ sắt. Ngôn ngữ German nguyên thủy, cùng với tất cả các hậu duệ của nó, có một vài đặc điểm ngữ pháp riêng biệt, nổi tiếng nhất là một sự biến đổi phụ âm gọi là luật Grimm.

## Đặc điểm
Các ngôn ngữ German sở hữu một vài đặc điểm tách chúng khỏi các ngôn ngữ Ấn-Âu khác.
1. Sự thay đổi âm vị theo luật Grimm và luật Verner, biến đổi các âm tắc trong ngôn ngữ Ấn-Âu nguyên thủy. (ví dụ, */t d dh/ biến thành */θ t d/ trong đa số các trường hợp với ngôn ngữ German; so sánh three tiếng Anh với tres tiếng Latinh, two tiếng Anh với duo tiếng Latinh, do tiếng Anh với dha- tiếng Phạn.)
2. Sự phát triển của xu hướng nhấn âm tiết đầu của từ, tạo nên sự giảm thiểu âm vị ở những âm tiết khác. Điều này giải thích cho việc đa số từ vựng cơ bản tiếng Anh lại đơn âm tiết, và cảm tưởng rằng tiếng Anh và tiếng Đức là những ngôn ngữ nặng về phụ âm. ví dụ *strangiþō → strength (sức mạnh) tiếng Anh, *aimaitijō → "ant" (kiến) tiếng Anh, *haubudan → "head" (đầu) tiếng Anh, *hauzijanan → "hear" (nghe) tiếng Anh, *harubistaz → Herbst (mùa thu) tiếng Đức, *hagatusjō → Hexe (phù thủy) tiếng Đức. (* thể hiện ngôn ngữ German nguyên thủy)
3. Hiện tượng umlaut ngôn ngữ German, biến đổi nguyên âm trong từ, trong đó nguyên âm sau biến đổi để gần hơn với nguyên âm trước, hoặc một nguyên âm trước trở nên gần hơn với /i/ khi âm tiết tiếp theo có /i/, /iː/, hoặc /j/. Hiện tượng này cực kỳ nổi bật trong tiếng Đức nhưng chỉ còn hiện diện như những "vết tích" trong tiếng Anh (mouse/mice, goose/geese, broad/breadth, tell/told, old/elder, foul/filth, gold/gild).
4. Số lượng nguyên âm lớn. Tiếng Anh là ví dụ điển hình ở mặt này, với khoảng 11–12 nguyên âm ở đa số phương ngữ (không tính nguyên âm đôi). Tiếng Thụy Điển có 17 nguyên âm đơn,[11] tiếng Đức và Hà Lan có 14, và tiếng Đan Mạch có ít nhất 11.[12] Phương ngữ Amstetten của tiếng Đức Bayern có tới 13 chỉ tính nguyên âm dài.[13]
5. Một lượng lớn động từ sử dụng hậu tố âm răng (/d/ hay /t/) thay vì ablaut để thể hiện thì quá khứ (ví dụ, stayed, called). Những động từ này được gọi là động từ yếu German; những động từ còn lại dùng ablaut (không phải umlaut) là động từ mạnh German